# Bridget Jones' dagbog (film)
Bridget Jones' dagbog er en romantisk komediefilm instrueret af Sharon Maguire fra 2001, baseret på Helen Fielding' roman af samme navn. Den har Renée Zellweger i hovedrollen som Bridget Jones.

## Medvirkende
- Renée Zellweger som Bridget Jones
- Colin Firth som Mark Darcy
- Hugh Grant som Daniel Cleaver
- Jim Broadbent som Bridgets far
- Gemma Jones som Bridgets mor
- Sally Phillips som Sharon 'Shazza'
- Shirley Henderson som Jude
- James Callis som Tom
- Embeth Davidtz som Natasha
- Celia Imrie som Una Alconbury